# Kunsthaus Waldsassen
Koordinaten: 50° 0′ 13,9″ N, 12° 18′ 27,1″ O
Das Kunsthaus Waldsassen (kurz: KuWa) in Waldsassen in der Oberpfalz zeigt in wechselnden Ausstellungen Werke regionaler Künstler aber auch Werke von Künstlern mit überregionalem Bekanntheitsgrad. Sie finden hier ihre Heimat für kreative Prozesse, Workshops, Ausstellungen und Auftritte. Zwei Ateliers, Ausstellungsflächen und eine Kleinkunstbühne bieten dafür einen Rahmen. Mit zum Programm gehören auch Konzerte mit bis zu 80 Besuchern.

## Über das Kunsthaus
Die Idee für das Kunsthaus hatten Wolfgang Horn und Markus Braun aus Waldsassen bereits im Jahr 2012. Im November 2012 wurde der Verein Kunsthaus Waldsassen e. V. gegründet. Seitdem wächst die Mitgliederzahl beständig und betrug im März 2025 139 Mitglieder. Damit ist der Verein nicht nur einer ersten, sondern einer der größten Kunstvereine in der nördlichen Oberpfalz.
Das Kunsthaus Waldsassen liegt im Zentrum der Stadt Waldsassen und wurde im September 2016 eröffnet. Bauherr bei der Sanierung des alten „Maler-Stadels“ war die Stadt Waldsassen. Auch weiterhin fungiert die Stadt als Träger des Hauses.
Betreiber des Hauses ist der gleichnamige Verein Kunsthaus Waldsassen e. V., der in regelmäßigen Abständen Ausstellungen mit regionalen und überregionalen Künstlern organisiert. Hinzu kommen Konzerte, die meist einmal im Monat stattfinden, in diesem Rahmen traten Künstler auf wie unter anderem Phela, Robert Coyne, Christina Lux, Lukas Meister, Zither Manä, Omnitah, Adjiri Odametey, Manfred Maurenbrecher, Markus Rill, Sebastian Block und Nick & June.
Weitere Projekte sind das Bürgerfest, der Weihnachtsmarkt, das Projekt „Kunst geht auf die Straße“ und der KuWa-Stammtisch.

## Architektur
Die Vision „Kunsthaus Waldsassen“ wurde in einem zurückhaltenden und materialbetonten Stil vom Atelier Braun aus Waldsassen umgesetzt. Es wurde dabei ein Haus mit einer zurückhaltenden Formensprache kreiert. Bei der Fassade wurde handwerklich gearbeiteter Putz verwendet, bereichert durch unterschiedliche Strukturen, Oberflächen und die hellen Farbnuancen in Abwechslung mit Holz und Metall, um sich in das vorhandene Stadtbild einzupassen. Der zweite Zugang im Erdgeschoss vom Rathaus aus schafft eine Verbindung mit der Rückfront des Rathauses und den Neuen Gärten und bietet im Obergeschoss einen Blick in die Neuen Gärten, aber auch eine Möglichkeit, einzelne Skulpturen als Einzelobjekte zu präsentieren. Nachts ist der auskragende Kubus ein neuer Lichtblick in Waldsassen. Dabei steht er symbolisch auch als ein leuchtendes Zeichen am Rande der Goldenen Straße.
Der Ausstellungsbereich im Erdgeschoss ist flexibel nutzbar für kleine Ausstellungen. Durch die Teilbarkeit des Raumes können Künstler in zwei getrennten Ateliers arbeiten. In einem Atelier ist es möglich, dem Künstler bei der Arbeit zuzusehen, sofern dies von ihm erwünscht wird. Bewusst wurde eine sehr mondäne Farbgestaltung gewählt in Weiß- und Schwarztönen, wodurch die Kunstwerke hervorgehoben werden. Bei der Materialwahl wurden natürliche Materialien wie Eiche Natur, rauer Schiefer und verwaschener Putz verwendet, um den urtümlichen Charakter des Gebäudes zu erhalten.

## Vorstand
Seit der Gründung des Vereins Kunsthaus Waldsassen e. V. 2013 wurde das Amt des ersten Vorsitzenden von Wolfgang Horn, das des 2. Vorsitzenden von Markus Braun bekleidet. Nachdem Markus Braun Ende 2024 überraschend verstorben war, übernahm Paul Zrenner den stellvertretenden Vorsitz am 8. März 2025 bei der Jahreshauptversammlung 2025.

## Außenstelle des Standesamtes Waldsassen
Seit einiger Zeit ist es auch möglich, im Kunsthaus Waldsassen standesamtlich zu heiraten. Die Trauung findet dabei im ersten Obergeschoss statt, das über den Aufzug barrierefrei erreichbar ist.

## Ausstellungen
| Jahr | Künstler | Ausstellung                                                                    | Dauer                                                                                     |
| ---- | --- | ------------------------------------------------------------------------------ | ----------------------------------------------------------------------------------------- |
| 2017 | Kunsthaus Waldsassen e. V.                                                                                                  | 2. Gemeinschaftsausstellung des Vereins Kunsthaus Waldsassen e. V.             | -                                                                                         |
| 2018 | - | Inklusionstüren                                                                | -                                                                                         |
| 2018 | Jeannine Platz | Suite View                                                                     | 08.04.2018 bis 13.05.2018                                                                 |
| 2018 | Kunsthaus Waldsassen e. V.                                                                                                  | 3. Gemeinschaftsausstellung des Vereins Kunsthaus Waldsassen e. V.             | 20.05.2018 bis 17.06.2018                                                                 |
| 2018 | Oberpfälzer Kunstverein | Kunstausstellung Oberpfälzer Kunstverein                                       | 24.06.2018 bis 22.07.2018                                                                 |
| 2018 | Hans-Georg Schulze | Kunstausstellung Hans-Georg Schulze                                            | 26.08.2018 bis 23.09.2018                                                                 |
| 2018 | Irene Schleicher | Ausstellung Irene Schleicher                                                   | bis 09.12.2018                                                                            |
| 2018 | Fotofreunde Arzberg | Fotoausstellung Fotofreunde Arzberg                                            | 15.12.2018 bis 06.01.2019                                                                 |
| 2019 | Kunstverein Tirschenreuth                                                                                                   | Kunstausstellung Kunstverein Tirschenreuth                                     | 02.02.2019 bis 03.03.2019                                                                 |
| 2019 | Jürgen Klein, Susanne Mudra, Kurt Bauernfeind                                                                               | Doppelausstellung Himmel der Oberpfälzer – Keramik unter Wolken                | 11.05.2019 bis 23.06.2019                                                                 |
| 2019 | Kunsthaus Waldsassen e. V.                                                                                                  | 4. Gemeinschaftsausstellung des Vereins Kunsthaus Waldsassen e. V.             | 30.06.2019 bis 04.08.2019                                                                 |
| 2019 | Jürgen Klein | Fotoausstellung Jürgen Klein                                                   | 21.09.2019 bis 27.10.2019                                                                 |
| 2019 | Jiri Jun | Kunstausstellung Jiri Jun – Künstler aus der tschechischen Partnerstadt Chodov | 02.11.2019 bis 08.12.2019                                                                 |
| 2020 | Detlev Bertram | Kunstausstellung Detlev Bertram                                                | 01.02.2020 bis 01.03.2020                                                                 |
| 2020 | - | Kámen-Falsche Grenzen zur 30-jährigen Grenzöffnung                             | 02.03.2020 bis 19.03.2020 (aufgrund der Covid-19-Pandemie verfrüht am 17.03.2020 beendet) |
| 2020 | Kunsthaus Waldsassen e. V.                                                                                                  | 5. Gemeinschaftsausstellung des Vereins Kunsthaus Waldsassen e. V.             | 26.09.2020 bis 01.11.2020 (aufgrund der Covid-19-Pandemie verfrüht am 31.10.2020 beendet) |
| 2021 | Kunsthaus Waldsassen e. V.                                                                                                  | 6. Gemeinschaftsausstellung des Vereins Kunsthaus Waldsassen e. V.             | 18.09.2021 bis 10.10.2021                                                                 |
| 2021 | Robert Christ | Fotoausstellung "Augenblicke"                                                  | 23.10.2021 bis 21.11.2021                                                                 |
| 2022 | Hans-Jürgen Bröckl | "Vom Spalten der Wirklichkeit"                                                 | 16.04.2022 bis 08.05.2022                                                                 |
| 2022 | Kunsthaus Waldsassen e. V.                                                                                                  | 7. Gemeinschaftsausstellung des Vereins Kunsthaus Waldsassen e. V.             | 15.05.2022 bis 03.07.2022                                                                 |
| 2022 | Alfred Hertrich | "Nordlandbilder"                                                               | 18.09.2022 bis 30.10.2022                                                                 |
| 2022 | Anne Heck, Stefanie Stangl, Gabriele Weck                                                                                   | Kunstausstellung Anne Heck, Stefanie Stangl, Gabriele Weck                     | 26.11.2022 bis 08.01.2023                                                                 |
| 2023 | Hans Wallner | "Nicht nur Schnee"                                                             | 22.01.2023 bis 05.03.2023                                                                 |
| 2023 | Karl von Grafenstein u. Wolfgang Horn                                                                                       | "Die Schwarze Orchidee"                                                        | 24.03.2023 bis 07.05.2023                                                                 |
| 2023 | Kunsthaus Waldsassen e. V.                                                                                                  | 8. Gemeinschaftsausstellung des Vereins Kunsthaus Waldsassen e. V.             | 28.05.2023 bis 09.07.2023                                                                 |
| 2023 | Jugendkunstschule Kulturwerkstatt Kalmreuth \| Kunstbau Weiden                                                              | Abschlussausstellung „pARTnerinnen – Kooperrationsprojekte an Mittelschulen“   | 19.07.2023 bis 17.09.2023                                                                 |
| 2023 | Peter Wiesner u. Jaroslav Seibl                                                                                             | "ALTE STÄDTE UND ALTES HANDWERK"                                               | 01.10.2023 bis 05.11.2023                                                                 |
| 2023 | Glasstudio Derix u. Glashütte Lamberts                                                                                      | Glasmalerei im 21. Jahrhundert                                                 | 26.11.2023 bis 14.01.2024                                                                 |
| 2024 | Amelie u. Natalie Brandl | "Gedanken Malerei"                                                             | 04.01.2024 bis 10.03.2024                                                                 |
| 2024 | Kurt Richter | "Die Kunst des Malens"                                                         | 24.03.2024 bis 12.05.2024                                                                 |
| 2024 | Jiaying Wu | "Wasserimpressionen – Dialog zwischen Mensch und Natur"                        | 21.09.2024 bis 12.10.2024                                                                 |
| 2024 | Hanne Heck mit Gertraud Burger, Johanna Maurer, Beate Hesse, Silvia Gruber, Vera Scherbel, Marianne Manske, Annemarie Weiss | "Kreuz und quer mit Farbe über Land und Meer"                                  | 27.10.2024 bis 15.12.2024                                                                 |
| 2025 | Arbeitsgruppe "Kunterbunte Kastler Kunst" im Verein für Tourismus und Gewerbe Verkehrsverein Markt Kastl e.V.               | Ausstellung Kunterbunte Kastler Kunst                                          | 25.01.2025 bis 02.03.2025                                                                 |